# Dobrovlje, Zreče
Dobrovlje este o localitate din comuna Zreče, Slovenia, cu o populație de 341 de locuitori.